# Hotel Majestic (Roma)

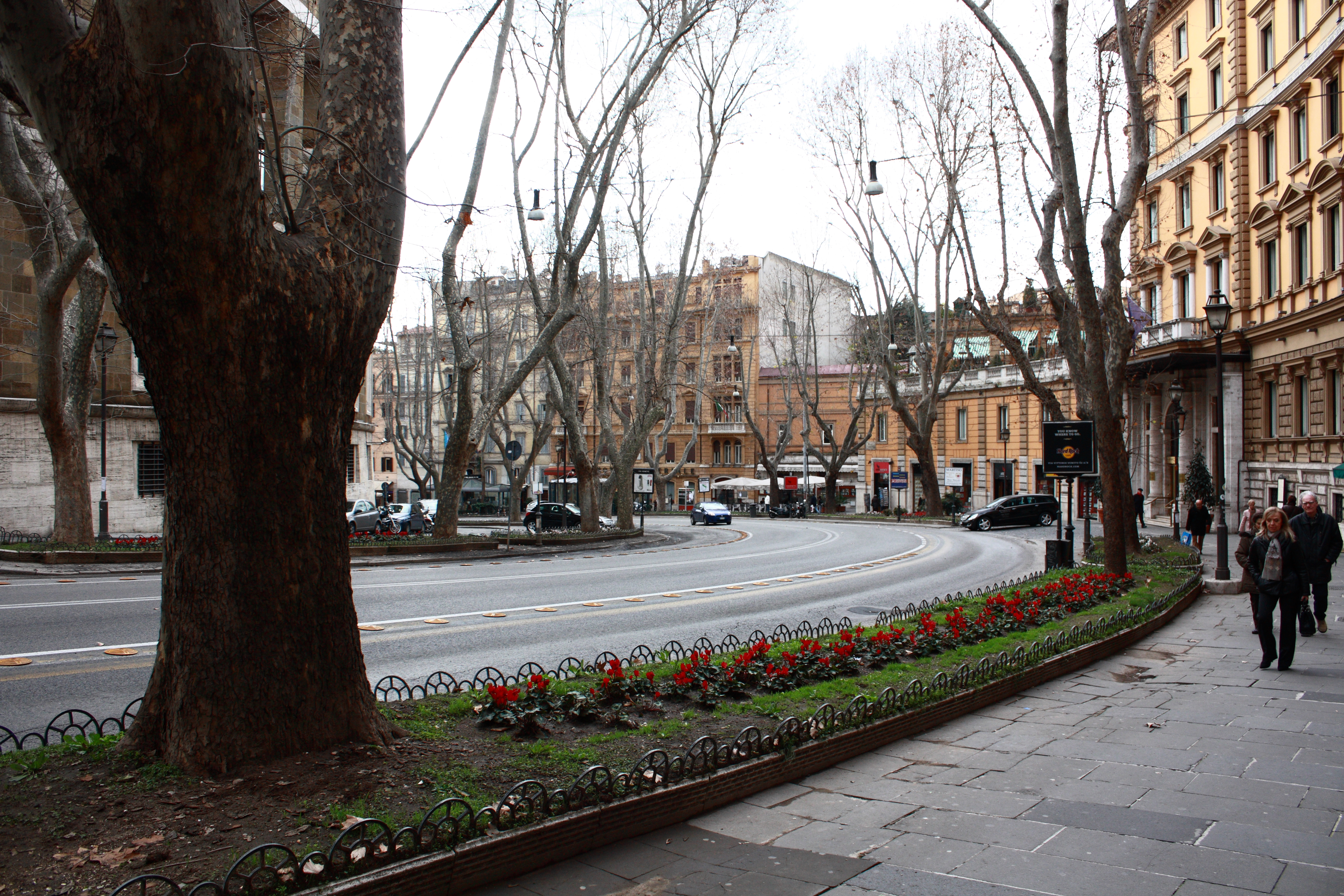
Via Veneto a Roma.

L'Hotel Majestic è stato un albergo di lusso romano costruito nel 1899 come Hotel (des) Suisses da Giovanni Fecini diversamente da quanto attribuito in precedenza a Gaetano Koch in stile neoclassico, il primo costruito in Via Veneto.

## Descrizione
L'hotel, con la caratteristica linea a pianoforte per conservare la veduta su piazza Barberini, raggiunse la massima notorietà quando divenne luogo privilegiato per accogliere l'alta società europea in visita a Roma. Esso segue la curva del viale alberato con una grande terrazza concava e si raccorda al vicino edificio con la soluzione di una torretta cilindrica, mentre il fronte segue la linea curva della via. All'interno conserva affreschi di Domenico Bruschi da Perugia. Durante il Ventennio fascista dovette assumere il nome di Albergo Maestoso. Fu scenario del film La dolce vita di Federico Fellini. Tra gli altri ha ospitato Luciano Pavarotti, Liza Minnelli, Frank Sinatra, Whitney Houston, Madonna, Keith Richards, Bob Dylan, Bruce Springsteen.
Nel 2020 a seguito del drastico calo delle presenze dovuta alla pandemia da Covid, ne è stata disposta la (temporanea) chiusura. Di proprietà di EGA Esercizio Grandi Alberghi srl, nel 2022 è stato acquistato da Boscalt Hospitality (Rothschild) con l'intenzione di creare una struttura extra lusso.